# Ceratinella playa
Espèce
Ceratinella playa est une espèce d'araignées aranéomorphes de la famille des Linyphiidae.

## Distribution
Cette espèce est endémique du Texas aux États-Unis,. Elle se rencontre dans le comté de Briscoe.

## Description
Le mâle holotype mesure 1,54 mm et la femelle paratype 1,54 mm.

## Publication originale
- Cokendolpher, Torrence, Smith & Dupérré, 2007 : New Linyphiidae spiders associated with playas in the southern high plains (Llano Estacado) of Texas (Arachnida: Araneae). Zootaxa, no 1529, p. 49-60 (texte intégral).